# Crusea diversifolia
Crusea diversifolia es una especie de plantas con flores de la familia Rubiaceae. Se encuentra en el norte y centro de América. 

## Descripción
Son hierbas erectas que alcanzan un tamaño de 2-30 cm de altura, con raíz central. Hojas de 0.6-2.7 × 0.1-0.3  cm, subuladas a linear-elípticas, la base adelgazada a una base sésil, el ápice agudo con un tricoma acicular en la punta, los márgenes tornándose revolutos. Inflorescencias en cabezuelas hasta 10 cm de ancho (sin incluir las brácteas), terminales, bracteadas, con 3-40 flores, y con cabezuelas más pequeñas y sésiles o pedunculadas o flores solitarias en axilas subterminales; brácteas hasta 8 pares. Flores con la corola  blanca. 

## Distribución y hábitat
Se encuentra en pastizales o campos rocosos, bordes de caminos o de ríos, bosques abiertos de Pinus-Quercus., en Estados Unidos,  México y Mesoamérica.

## Taxonomía
Crusea diversifolia fue descrita por (Kunth) W.R.Anderson y publicado en Memoirs of The New York Botanical Garden 22(4): 58. 1972.
Sinonimia
- Borreria subulata DC.
- Crusea subulata (DC.) A.Gray
- Crusea subulata var. leiocarpa Greenm.
- Diodia subulata (DC.) Standl.
- Knoxia simplex Willd. ex Roem. & Schult.
- Spermacoce diversifolia Kunth
- Spermacoce subulata (DC.) Hemsl.
- Spermacoce subulata Pav. ex DC.[3]